# Bernieria madagascariensis
El bulbul tetraka (Bernieria madagascariensis)
 es una especie de ave paseriforme de la familia Bernieridae endémica de Madagascar.

## Subespecies
Se reconocen dos subespecies:
- Bernieria madagascariensis inceleber Bangs & J. L. Peters , 1926– norte y oeste de Madagascar.
- Bernieria madagascariensis madagascariensis (Gmelin, 1789)– este de Madagascar.